# Caloptilia loxocentra
Caloptilia loxocentra är en fjärilsart som först beskrevs av Turner 1915.  Caloptilia loxocentra ingår i släktet Caloptilia och familjen styltmalar. Inga underarter finns listade i Catalogue of Life.